# Geschlossenes System
Ein geschlossenes System ist ein thermodynamisches System, über dessen Systemgrenzen keine Materie treten kann. Im Gegensatz zu abgeschlossenen Systemen ist ein Energieaustausch mit der Umgebung jedoch möglich. Anschaulich kann man sich ein geschlossenes System als einen dichten Behälter vorstellen, der jedoch verformbar ist und Wände besitzt, die thermisch leitfähig sind. Der erste Hauptsatz der Thermodynamik lautet für geschlossene Systeme:
{\displaystyle \mathrm {d} U=\delta W+\delta Q}
In Worten: Die Änderung der inneren Energie ist gleich der Summe aus zugeführter Arbeit (z. B. durch Kompression) und zugeführter Wärme (z. B. durch Wärmeleitung). Die Entropie nimmt in geschlossenen Systemen durch aufgenommene Wärme und dissipierte Arbeit zu:
{\displaystyle \mathrm {d} S={\frac {\delta Q}{T}}+{\frac {\delta W_{\mathrm {diss.} }}{T}}}
Außerdem gilt im Rahmen der klassischen Physik Massenerhaltung: 
{\displaystyle m=\mathrm {const.} }
In der relativistischen Physik führt jedoch die Abnahme des Energieinhalts des Systems automatisch auch zur Abnahme der Masse des Systems (siehe Masse-Energie-Äquivalenz).